# Ole Marquardt
Ole Marquardt (*11. března 1948, Sønderborg) je dánský historik a bývalý rektor Grónské univerzity.

## Životopis
Ole Marquardt se narodil 11. března 1948 v dánském Sønderborgu je synem kapitána a rejdaře Carla Marquardta (†1979) a jeho manželky Karly Julie Marcussenové (†1993).
Navštěvoval státní školu v rodném Sønderborgu, kterou ukončil v roce 1967. Poté vystudoval historii na univerzitě v Aarhusu a v roce 1972 získal titul cand.phil. a v roce 1975 licenciát. Poté pracoval jako vysokoškolský učitel až do roku 1988, kdy se přestěhoval do Grónska, kde se stal lektorem a vedoucím Ústavu kulturních a sociálních dějin na Grónské univerzitě. V letech 1990 až 1992 byl prorektorem této univerzity. V roce 1999 byl jmenován rektorem a tuto funkci vykonával do roku 2008. Na univerzitě pokračoval jako přednášející na svém ústavu až do svého odchodu do důchodu v roce 2015.
V letech 2000 až 2010 byl Ole Marquardt francouzským honorárním konzulem v Grónsku, za což byl jmenován rytířem Ordre national du Mérite. Zastával také řadu funkcí ve vědecké oblasti: v letech 1999 až 2002 byl členem správní rady Nordisk Forskerutdanningsakademi a v letech 1999-2001 členem Rady Univerzit Arktidy. V letech 2000 až 2004 byl předsedou Komise pro vědecké výzkumy v Grónsku a členem správní rady Dansk Polarcenter. V letech 2000-2012 byl členem řídícího výboru Mezinárodní doktorandské školy pro studium arktických společností. V letech 2005 až 2008 byl členem Nordforsk, výzkumného fóra Severské rady ministrů.
Ole Marquardt se věnoval výzkumu historie, teorie dějin, dějin idejí, marxismu a socioekonomickým a demografickým dějinám Grónska.